# Out Hud
Out Hud — американская электронная группа, образованная в 1996 году в районе залива в Калифорнии и позже обосновавшаяся в Нью-Йорке. Группа состояла из гитариста Ника Оффера, басиста Тайлера Поупа, виолончелистки Молли Шник, вокалистки/барабанщицы Филлис Форбс и звукорежиссера Джастина Ван дер Волгена. Поуп, Оффер и Ван дер Волген также являются участниками похожей группы !!!. Их первый альбом S.T.R.E.E.T. D.A.D. был инструментальным. Для своего второго альбома Let Us Never Speak Of It Again группа добавила вокальные партии к своей музыке, причем Форбс пела ведущую партию, а драм-машина исполняла ее обычную роль, а Шник помогала на бэк-вокале.
Вскоре после выпуска их второго альбома было объявлено, что Поуп не присоединится к группе в туре, а вместо этого сосредоточится на дэнс-панк-группе Джеймса Мерфи LCD Soundsystem. Затем в сентябре 2005 года было объявлено, что концерт в Нью-Йорке может стать их последним шоу.
Сейчас Молли Шник работает сольно под псевдонимом Jean on Jean. Она выпустила свой одноименный дебютный альбом в 2008 году на Kanine Records.
Песня «How Long» прозвучала в фильме Я знаю, кто убил меня с Линдси Лохан в главной роли.

## Характеристики
Название
Группа заявила, что не знает, что означает ее название, хотя это можно сказать с юмором. Это может быть искажением и формой прошедшего времени или причастия прошедшего времени глагола «outhear», который, согласно Викисловарю, означает «слышать более остро, чем».

## Дискография
Альбомы
- S.T.R.E.E.T. D.A.D. (Kranky, 2002, CD/LP)
- Let Us Never Speak of It Again (Kranky, 2005, CD/LP)

Мини-альбомы и синглы
- "Guilty Party" (Red Alert Works, 1997 7")
- "Natural Selection" (Gold Standard Labs, 1997, 7")
- "First Song We Ever Wrote" (Dead Turtle Records 1999)
- GSL26/LAB SERIES VOL. 2 EP split with !!! (Gold Standard Labs, 1999, 12")
- "The First Single of the New Millennium" (5RC, 2000, 7")
- "One Life to Leave" (Kranky, 2005, 12"/CD)
- "It's for You" (Kranky, 2005, 12"/CD)